# موزي دلاميني
موزي دلاميني (16 فبراير 1993 بسوازيلاند - ) هو لاعب كرة قدم سوازيلندي في مركز الوسط. شارك مع منتخب سوازيلاند لكرة القدم.

## وصلات خارجية
- موزي دلاميني على موقع قاعدة بيانات كرة القدم.إي يو (الإنجليزية)
- موزي دلاميني على موقع ناشيونال فوتبول تيمز (الإنجليزية)
- موزي دلاميني على موقع Soccerway.com (الإنجليزية)
- موزي دلاميني على موقع عالم كرة القدم.نت (الإنجليزية)